# トヨタ・BZエンジン
トヨタ・BZエンジンは、トヨタ自動車の水冷直列4気筒エンジンの系列である。
15B型の設計を元につくられており、燃料としてLPGまたはCNGを用いる、ガス燃料車専用エンジンである。
シリンダーブロックの基本設計（排気量、内径x行径）は15B型とほぼ同一であるが、15Bの動弁機構がOHVであるのに対し1BZはSOHCとされ、15Bの補機電装系が24 Vであるのに対し1BZは12 Vとされている。

## 概要
- 生産期間
  - 2002年3月 - （国内向け、暫定）

## 型式

### 1BZ-FPE
- 生産期間
  - 2002年3月 - （国内向け、暫定）
- 種類：SOHC 16バルブ LPGエンジン
- 排気量：4.104 L
- 内径×行程：108.0×112.0 (mm)
- 圧縮比：9.5
- 参考出力：85 kW (116 ps)/3,600 rpm
- 参考トルク：306 Nm (31.2 kgm)/2,000 rpm
- 搭載車種（車両型式）
  - 3代目コースター（BZB40/50系）
  - ダイナ/トヨエース

### 1BZ-FNE
- 種類：SOHC 16バルブ CNGエンジン
- 排気量：4.104 L
- 内径×行程：108.0×112.0 (mm)
- 圧縮比：9.5
- 参考出力：88 kW (120 ps)/3,600 rpm
- 参考トルク：310 Nm (31.6 kgm)/1,600 rpm
- 搭載車種（車両型式）
  - ダイナ/トヨエース